# Конрад I (маркграф Бранденбурга)
Конрад I Бранденбургский (нем. Konrad I. von Brandenburg; ок.1240 — 1304) — маркграф Бранденбурга из династии Асканиев.

## Биография
Конрад I был четвёртым из 6 детей маркграфа Иоганна I и его жены Софии Датской.
В 1266 году после смерти отца Конрад I и его братья Иоганн II и Оттон IV стали соправителями Бранденбурга. Конрад I правил Неймарком (Новой маркой) — частью Бранденбурга к востоку от Одера.
Он редко появлялся на политической сцене. Известно, что Конрад I помогал Оттону IV в завоевании Гданьска и территории Рюгенвальде. Умер в 1304 году и похоронен вместе с женой в Коринском монастыре.
Конрад I был женат на Констанции Великопольской (ум. 1281), дочери короля Пшемысла I. У них было четверо детей:
- Иоганн IV (ок. 1261—1305)
- Оттон VII (ум. 1308) тамплиер
- Вальдемар (ок. 1280 — 14 августа 1319)
- Агнесса (ум. 1329), с 1300 жена Альбрехта I фон Анхальт-Цербст (ум.1316).